# Cihikeu
Cihikeu is een bestuurslaag in het regentschap Garut van de provincie West-Java, Indonesië. Cihikeu telt 6805 inwoners (volkstelling 2010).